# فرودگاه سستون
فرودگاه سستون (به انگلیسی: Sasstown Airport) یک فرودگاه با کد یاتا SAZ است . این فرودگاه در کشور لیبریا قرار دارد .